# Protorothyrididae
Protorothyrididae – rodzina małych jaszczurkopodobnych gadów, prawdopodobnie przodków żółwi. Ich czaszki były podobne do czaszek żółwi. Protorothyrididae żyły od środkowego karbonu do wczesnego permu, na terenie dzisiejszej Ameryce Północnej i Europie. Jeden z członków tej rodziny to Hylonomus z początku środkowego karbonu, jak do tej pory najwcześniejszy, potwierdzony gad.
Rodzaje:
- Anthracodromeus
- Archerpeton
- Brouffia
- Coelostegus
- Hylonomus
- Paleothyris
- Protorothyris